# Cầu Borovsko
Cầu Borovsko là một cây cầu cao tốc chưa được hoàn thành nằm gần Borovsko, khu đô thị Bernartice, vùng Trung Bohemian, Cộng hòa Séc. Cây cầu thường được gọi là "Cây cầu của Hitler".
Cây cầu ban đầu bắc qua sông Sedlický gần Borovsko, Chính quyền quyết định xây dựng cây cầu tại điểm KM59 của đường cao tốc trong giai đoạn 1939-1942 và 1948-1950. Cây cầu bắt đầu được xây dựng vào tháng 7 năm 1939. Ngân sách dự kiến là 5.552.400 curon. Đến năm 1941, sau khi Đức xâm lược Liên Xô, hầu hết các dự án xây dựng dân dụng ở Tiệp Khắc bị dừng lại, để tập trung vật liệu phục vụ cho chiến tranh, cây cầu vẫn tiếp tục được xây dựng. Tiến trình xây dựng chỉ bị tạm dừng sau vụ ám sát Reinhard Heydrich, lãnh chúa Đức Quốc xã ở Tiệp Khắc. Dưới chế độ Cộng sản ra đời vào cuối Thế chiến thứ hai, cây cầu được tiếp tục xây dựng trở lại, mặc dù trọng tâm phát triển lúc đó là công nghiệp nặng và đường sắt.
Cây cầu được hoàn thành vào cuối năm 1950 và chính thức được chính quyền phê duyệt vào năm 1952. Tuy nhiên, chính quyền đã đình chỉ xây dựng đường cao tốc vào năm 1950, trạm cao tốc ở đầu phía nam cây cầu không được hoàn thành, và cây cầu bị bỏ hoang.
Những năm 1960, người ta lại có những hy vọng mới cho Cầu Borovsko và đường cao tốc Séc. Vào thời điểm đó, chính quyền đang xem xét một dự án xây dựng hồ chứa nước uống mới cho Praha. Một hồ nước nhân tạo khổng lồ đã làm ngập một số thung lũng, bao gồm hai thung lũng nơi có Cầu Borovsko và Cầu Sedmpanský nhỏ hơn nằm lân cận. Cuối cùng, chính quyền quyết định được bỏ qua thung lũng, xây một cây cầu hoàn toàn mới  ở vị trí cách 1.4 km về phía nam.
Con đập được đưa vào hoạt động từ năm 1976 và đoạn của đường cao tốc D1 hoạt động từ năm 1977. Cầu Borovsko và cầu Sedmpanský đã bị bỏ hoang. Ngày nay, các nhịp lớn của cầu Borovsko đã bị ngập gần hết lòng đường. Cây cầu nằm ẩn mình giữa những khu rừng ở Cao nguyên Bohemian-Moravian, vì toàn bộ khu vực hồ là khu vực cấm. Việc ra vào nơi này bị nghiêm cấm để bảo vệ đầu nguồn.